# 井上慎二郎
井上 慎二郎（いのうえ しんじろう、1967年7月14日 - ）は、神奈川県生まれの音楽プロデューサー、ソングライター、編曲家、歌手、ギタリスト。
兄は計算機科学者の井上愛一郎。

## 来歴
幼少期よりYMOがきっかけでピアノを学び、14歳の頃に作曲活動を始める。大学在学中よりプロとしてのキャリアを積み重ね、主にギタリストとして活動。
1993年、織田裕二のアルバム『決心』で作家デビュー。以降、数多くの楽曲提供を行う。
1996年、ソロ・アーティストとしてバンダイ・ミュージックエンタテインメントからデビュー。1998年まで同社と契約。
1998年7月〜9月に放送されたフジテレビ系ドラマ『GTO』主題歌、反町隆史の「POISON〜言いたい事も言えないこんな世の中は〜」の作曲を担当。
1998年から2000年にかけて、吉田拓郎のライブサポートを務め『LOVE LOVE あいしてる』に、LOVE LOVE ALL STARSの一員としてギターとコーラスでレギュラー出演。
1999年、ベーシストのCHIROLYNと共にChirolyn & The Angelsを結成、2000年にメジャー・デビュー。
2002年、株式会社グロールを設立。クリエイターとして自ら所属しながら、代表取締役を務める。
2004年、小久保淳平のライブ打ち上げ会場で山下祐樹と出会いラムジ結成。2005年にエイベックスからデビュー。
2009年、自身が作詞を手掛けた東方神起の「Stand by U」が日本レコード大賞優秀作品賞作詞部門を受賞。
2013年3月、ラムジ解散。同年夏ソロ・アーティスト活動を再開。現在ソングライターとしての活動を軸としている。

## ディスコグラフィ

### 井上慎二郎
| 発売日         | タイトル               | c/w                  | 品番                   | 備考                  |
| -------------- | ---------------------- | -------------------- | ---------------------- | --------------------- |
| 1996年7月21日  | 恋のシナリオライター   | 夏のお殿様           | APDA-186               | 3曲収録               |
| 1996年10月21日 | お金がない             | 満足への階段         | APDA-199               | 3曲収録               |
| 1997年2月21日  | Let It“C”              | スペシャル・シャワー | APDA-211               | 3曲収録               |
| 1997年8月5日   | 哀しい詩を詠いましょう | ひとりぎみ           | APCA-194               | 3曲収録               |
| 1997年10月21日 | あいするひとよ         | さらば               | APDA-235               | 3曲収録               |
| 2013年8月20日  | Soda                   | －                   | （デジタル・シングル） | feat. McREINA         |
| 2014年12月21日 | ポチとなっちゃん       | Rippa                | O-81081                | feat. Robin / 4曲収録 |

| 発売日         | タイトル   | 品番     | 備考     |
| -------------- | ---------- | -------- | -------- |
| 1997年3月21日  | 欲求不満   | APCA-183 | 10曲収録 |
| 1997年11月21日 | 井上慎二郎 | APCA-206 | 10曲収録 |

### ラムジ
ラムジの項を参照

## 提供楽曲

### 井上慎二郎名義・作曲

#### 1990年代前半
- NO RETURN (織田裕二、1993年) - アルバム『決心』に収録
- 運が良けりゃ (織田裕二、1993年) - アルバム『決心』に収録
- NORU SORU (織田裕二, 1993年) - アルバム『決心』に収録
- アコースティック (織田裕二、1993年) - アルバム『決心』に収録
- タエコ (織田裕二、1994年) - アルバム『SCREEN PLAY』に収録
- 情熱 (KATSUMI、1994年) - シングル
- 何も言わずに (KATSUMI、1994年)- シングル
- 優しい陽射し (原田龍二、1994年) - アルバム『RUMBLE #234』に収録
- 初日の出見に行こう (森口博子、1993年) - アルバム『あした元気になあれ』に収録
- 今年のValentine (森口博子、1993年) - アルバム『あした元気になあれ』に収録
- 幸せは簡単 (森口博子、1993年) - アルバム『あした元気になあれ』に収録
- DUST SHUTE NIGHT (森口博子、1994年) - アルバム『あした元気になあれ』に収録
- でっかいことをやろう (森口博子、1994年) - アルバム『LET'S GO』に収録
- エイッ!とまたはりきって (森口博子、1994年) - アルバム『LET'S GO』に収録

#### 1990年代後半
- Tシャツでギュッと (内田有紀、1995年) - アルバム『Merry Christmas For You』に収録
- JUMP INTO THE TARGET (高橋克典、1995年) - アルバム『SWEET and WILD』に収録
- 風が聞こえる (大塚ジュンコ、1995年) - アルバム『ミスティカル』に収録
- 失くしかけた約束（V2バージョン）(織田裕二、1995年) - アルバム『織田裕二 THE BEST』に収録
- ひたすらな君だった(織田裕二、1995年) - アルバム『織田裕二 THE BEST』に収録
- 愛までもうすぐだから (織田裕二、1995年) - シングル
- 日本の心　(織田裕二、1995年) - アルバム『River』に収録
- Storm (織田裕二、1995年) - アルバム『River』に収録
- 当たって砕けろ! (織田裕二、1995年) - アルバム『River』に収録
- 恋にやぶれた花火の後に (織田裕二、1995年) - アルバム『River』に収録
- HERE WE GO (KATSUMI、1995年) - シングル『新しい風』に収録
- 今夜はタッチ・ミー (THE NAME OF LOVE、1995年) - シングル
- SMILE! (THE NAME OF LOVE、1995年) - シングル
- いつも夢中で見つめてた (森口博子、1995年) - アルバム『PARADE』に収録
- DIVE AND GO (平松まゆき、1996年) - シングル
- いいことあるさ (Voice、1996年) - シングル
- 終わらないLOVE SONG (稲垣潤一、1997年) - シングル
- FLOWER & FLOWER 〜はなとはな〜 (The KIX-S、1997年) - シングル
- プライド (久宝留理子、1997年) - シングル
- 愛でしなさい (ひふみかおり、1997年) - シングル
- アヤマチ (近藤真彦、1998年) - シングル「KING and QUEEN」に収録
- ボクラハタマニ (織田裕二、1998年) - アルバム『My Pocket』に収録
- ストーリーは転がっている (久宝留理子、1998年) - アルバム『love balance』に収録
- 永遠は風のように (稲垣潤一、1998年)- シングル「J's LOVE SONG」に収録
- POISON 〜言いたい事も言えないこんな世の中は〜（反町隆史、1998年）- シングル
- HIGH LIFE (反町隆史、1998年) - アルバム『HIGH LIFE』に収録
- HOLD THE WORLD TIGHT (反町隆史、1998年) - アルバム『HIGH LIFE』に収録
- ハピネス (吉田拓郎、1998年) - アルバム『Hawaiian Rhapsody』に収録
- 世紀末でも平気 (池澤春菜、1998年) - シングル
- Shake it UP (織田裕二、1998年) - シングル
- 口笛 (織田裕二、1998年) - アルバム『Shake!!』に収録
- 稲妻娘 (さかもとえり、1998年) - シングル
- 女に生まれてよかったー (さかもとえり、1998年) - シングル「稲妻娘」に収録
- 青い風 (谷口美紀、1998年) - シングル「sweet」に収録
- 裸のまま (ひふみかおり、1998年) - シングル
- ねずみ色のそら (ひふみかおり、1998年) - シングル「mothers」に収録
- キワノ (ひふみかおり、1998年) - アルバム『ガーベラの丘』に収録
- LIE LIE LIE (織田裕二、1999年) - アルバム『My Pocket』に収録
- PERFECT WORLD (小西寛子、1999年) - アルバム『NOVELETTE』に収録
- 太陽 (PUFFY、1999年) - アルバム『FEVER*FEVER』に収録

#### 2000年代前半
- ホチキス (キーヤキッス、2000年) - シングル『デラックス』に収録
- 夢の果てるまで〜till the dreamings done〜 (柳ジョージ、2000年) - シングル
- 同じ道・同じ場所 (郷ひろみ、2001年) - アルバム『PERIOD〜この世界のどこかに〜』に収録
- CAREY (小久保淳平、2001年) - シングル ※共同作曲
- ORION (小久保淳平、2001年) - シングル「CAREY」に収録
- 旅の途中 (小久保淳平、2001年) - シングル「僕の唄」に収録
- 午後の色彩 (大路紗緒、2001年) - シングル「Overflow」に収録
- デカダンス (キーヤキッス、2001年) - シングル
- キミは奇跡を信じるかい? (Chirolyn、2002年) - アルバム『君は奇跡を信じるかい?』に収録
- 月に捧ぐ (相川七瀬、2003年) - シングル「R-指定」に収録
- INSTRUMENTAL (小久保淳平、2003年) - アルバム『セカンド・ステージ』に収録
- I hope so (中森明菜、2003年) - アルバム『I hope so』に収録

#### 2000年代後半
- ダカラ… (斉藤未知、2005年) - シングル
- ココロノウタ (斉藤未知、2005年) - シングル「ダカラ…」に収録
- CRASH! CRASH! CRASH! (POTBELLY、2005年) - アルバム『CRASH! CRASH! CRASH!』に収録
- TREASURE (POTBELLY、2005年) - アルバム『CRASH! CRASH! CRASH!』に収録
- ロッタラ ロッタラ（Buono!、2008年）- シングル
- マイラブ (Buono!、2008年) - シングル「ロッタラロッタラ」に収録
- Kiss!Kiss!Kiss! (Buono!、2008年)- シングル
- ONE (J-Min、2009年) - シングル「CHANGE / One」に収録

#### 2010年代
- With All My Heart 〜君が踊る、夏〜 (東方神起、2010年) - アルバム『BEST SELECTION 2010』に収録
- 君がいれば〜Beautiful Love〜 (XIAH junsu、2010年) - シングル「XIAH」に収録
- Duet (東方神起、2011年）- アルバム『TONE』に収録
- Introduction〜magenta〜 - (東方神起、2011年) - アルバム『TONE』に収録
- 雑草のうた (Buono!、2011) - シングル
- 月と太陽のラプソディ (山下智久、2011年) - アルバム『SUPERGOOD, SUPERBAD』に収録
- 空白(Every Little Thing、2011年) - アルバム『ORDINARY』に収録
- STILL (東方神起、2012年) - シングル
- Summer Day(20th Century、2013年) - シングル『君が思い出す僕は 君を愛しているだろうか』に収録
- これが愛なんだ (さんみゅ〜、2013年) - シングル
- 春が来て僕たちはまた少し大人になる (さんみゅ〜、2014年) - シングル
- Re Start〜明日へ〜 (麻美ゆま、2015年) - シングル、麻美ゆまと共作曲
- うらはらLove! (麻美ゆま、2015年) - シングル「Re Start〜明日へ〜」に収録
- 恋い焦がれ恋に瀕死 (Jamflavor、2016年) - ミニアルバム『恋い焦がれ恋に瀕死』に収録
- 未完成ガール (鈴木愛理、2018年)- アルバム『Do me a favor』に収録
- 君の好きなひと (鈴木愛理、2018年) - アルバム『Do me a favor』に収録
- いいんじゃない (鈴木愛理、2018年) - アルバム『Do me a favor』に収録

### 井上慎二郎名義・作詞
- TAXI (東方神起、2009年) - アルバム『The Secret Code』に収録
- Stand by U (東方神起、2009年) - 第51回日本レコード大賞、優秀作品賞受賞曲
- 君がいれば〜Beautiful Love〜 (XIAH JUNSU、2010年) - シングル「XIAH」に収録
- With All My Heart 〜君が踊る、夏〜 (東方神起、2010年) - アルバム『BEST SELECTION 2010』に収録
- 時ヲ止メテ (東方神起、2010年) - シングル
- W (JUNSU/JEJUNG/YUCHUN、2010年) - アルバム『The...』に収録
- Introduction〜magenta〜 (東方神起、2011年) - アルバム『TONE』に収録
- Duet (東方神起、2011年) - アルバム『TONE』に収録
- Back to Tomorrow (東方神起、2011年) - アルバム『TONE』に収録
- Weep (東方神起、2011年) - アルバム『TONE』に収録
- STILL (東方神起、2012年) - シングル
- 恋い焦がれ恋に瀕死 (Jamflavor、2016年) - ミニアルバム『恋い焦がれ恋に瀕死』に収録
- Road (東方神起、2018年) - シングル、KOHと共作詞・編曲

### 井上(SJR)名義・作曲
- パーマパビリオン (星井七瀬、2005年) - シングル
- 金星黒ヒョウO型 (星井七瀬、2005年) - シングル『パーマパビリオン』に収録
- FLASH BACK (Rin'、2005年) - シングル「夢花火」に収録
- GIANT X'MAS 〜友情にリボン〜 (3rd X'mas、2005年) - シングル
- ナナナビゲーション (星井七瀬、2006年) - シングル
- 青春しぼり汁 (星井七瀬、2006年) - シングル「ナナナビゲーション」に収録
- 恋詩-コイウタ- (タッキー&翼、2008年) - シングル